# Radiodifusión Argentina al Exterior
Radiodifusión Argentina al Exterior (Radiodifusão Argentina para o Exterior), mais conhecida como RAE, é a emissora pública internacional da Argentina, que transmite em onda curta e na internet para todo o mundo.

## Historia
A RAE foi fundada como Servicio Internacional de la República Argentina (SIRA) em 11 de abril de 1949 pelo presidente Juan Domingo Perón. A SIRA transmitia 24 horas por dia, em sete idiomas.
Logo que um golpe de Estado, chamado de Revolução Libertadora, derruba o presidente Perón em setembro de 1955, a SIRA foi desmontada. Retomou suas transmissões em 1958, agora sob o nome de Radiodifusión Argentina al Exterior. A RAE é uma dependência da LRA Radio Nacional, a emissora oficial argentina.

## Programação atual

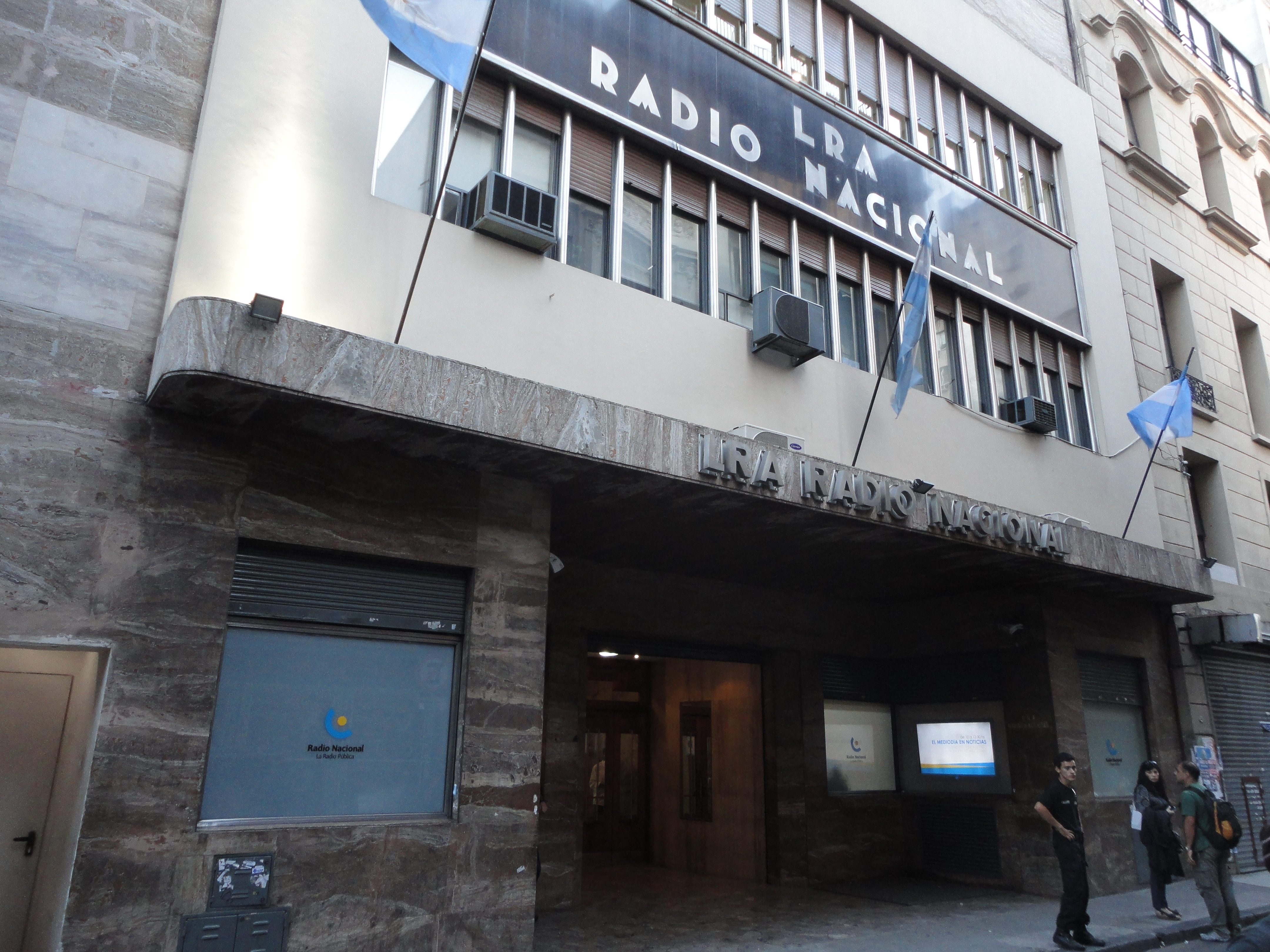
Edifício da Rádio Nacional, Buenos Aires.

A programação da RAE é focada em notícias sobre a atualidade argentina e a sua cultura, geografia e história, entre outros temas. Também transmite música argentina, principalmente tango e folclore. 
Existem programas em sete idiomas, sendo eles em espanhol, inglês, italiano, português, alemão, francês e japonês. A RAE também transmitia em árabe, até que a transmissão foi cancelada pela administração central há algum tempo, entretanto, uma vinheta da RAE continua a ter uma introdução em árabe.
Alguns dos programas transmitidos pela RAE são provenientes da LRA Radio Nacional, de modo que os argentinos no exterior possam estar em contato com o seu país. Entre as produções da Radio Nacional contam com o La Mañana en Noticias e a transmissão de partidas de futebol.